# Joe Minoso
Joe Minoso (* 25. September 1978 in Bronx, New York City) ist ein US-amerikanischer Theater- und Filmschauspieler. Seine bekannteste Rolle bisher ist die des Feuerwehrmannes Joe Cruz in der NBC-Fernsehserie Chicago Fire.

## Leben
Minoso ist in der Bronx, New York City aufgewachsen. Er sah seine erste Freundin in einem Bühnenstück in der Schule spielen, wo sie ihn hinter die Bühne nahm und er verlangte, mitspielen zu können. Minoso wurde Teil des Schulensembles, in der Hoffnung, eine Rolle in ihrer Dracula-Aufführung im darauffolgenden Jahr zu erhalten.
Später schloss er sein Studium an der Adelphi University (New York) mit einem Bachelor of Fine Arts ab, danach absolvierte er  ein Studium an der Northern Illinois University (DeKalb, Illinois), welches er mit einem Master of Fine Arts beendete.
Im Oktober 2016 heiratete Minoso Caitlin Murphy Miles, welche beim Set der Serie Chicago Fire für das Make-Up zuständig ist.

## Karriere
Joe Minoso arbeitet sowohl bei Theater- als auch in Film- und Fernsehproduktionen. Er ist Mitglied des Chicagoer Teatro Vista, der größten Latino-Theater-Company im Mittelwesten.
Seit 2012 spielt Joe Minoso den  Feuerwehrmann Joe Cruz in der NBC-Fernsehserie Chicago Fire und seit 2014 auch in dem Spin-off Chicago P.D. In dieser Rolle wird Minoso von Jan-David Rönfeldt synchronisiert.
Zurzeit lebt Minoso in North Side in Chicago. Während der Dreharbeiten zu Chicago Fire lebte er zeitweise mit seinen Serienkollegen Yuri Sardarov und Charlie Barnett zusammen.

## Filmografie (Auswahl)
Film
- 2009: October Surprise (Kurzfilm)
- 2010: Polish Bar
- 2011: The Return of Joe Rich
- 2013: Man of Steel

Fernsehserien
- 2005: Prison Break
- 2009: The Beast
- 2011: Shameless
- 2011: The Chicago Code[6]
- 2011: Boss[2]
- seit 2012: Chicago Fire
- 2014–2019: Chicago P.D.
- 2016–2023: Chicago Med